# Cane e gatto
Cane e gatto è un film del 1983, diretto da Bruno Corbucci.

## Trama
Palm Beach. Tony Roma, un playboy, cantante e ballerino italo-americano, nonché ladro da strapazzo, adesca ricche donne per derubarle di gioielli e altri preziosi; così facendo si invischia in una storia che ha a che fare con un importante politico legato alla mafia; il tenente della polizia Alan Parker recupera più volte Tony e lo assicura ai colleghi della giustizia, i quali però si rivelano anche loro collusi con la mafia. Nel frattempo quest'ultimo riesce a scappare più volte, e arriva per caso ad assistere come testimone oculare ad un omicidio di mafia; finisce così con l'essere alleato della polizia anziché ricercato.

## Produzione
Le riprese del film sono avvenute in Florida, tra Miami e Miami Beach.

## Distribuzione
La pellicola è stata distribuita nelle sale cinematografiche italiane a partire dall'11 febbraio 1983.

## Colonna sonora
La colonna sonora fu affidata al duo musicale La Bionda con il brano Cats and Dogs.

## Accoglienza

### Incassi
Il film si è classificato all'85º posto tra i primi 100 film di maggior incasso della stagione cinematografica italiana 1982-1983.